# Meteoropatia

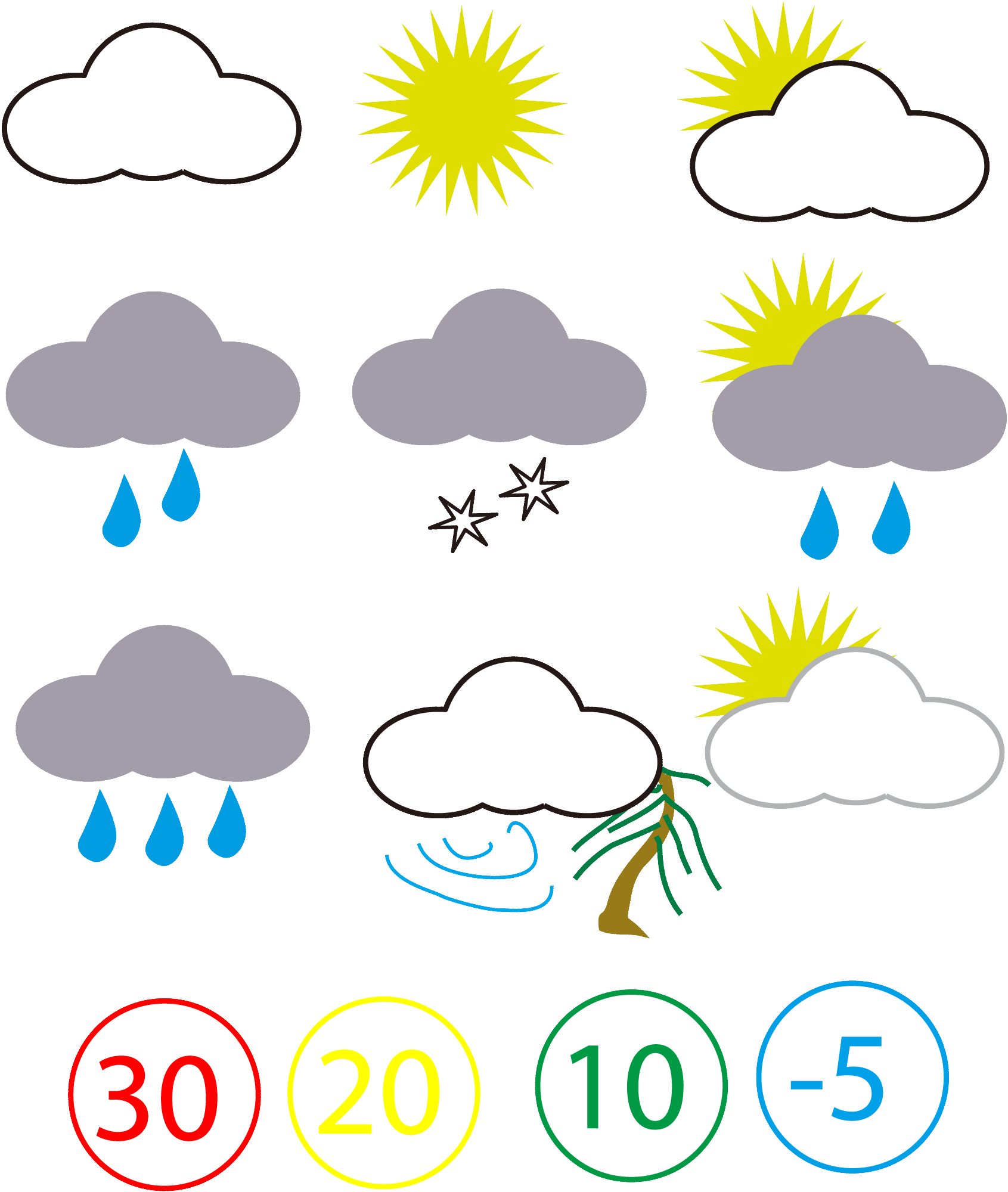
Alguns símbols usats en prediccions meteorològiques

Meteoropatia (del grec "meteoros", alt en el cel, i "pathos", malaltia), és un terme que es fa servir per referir-se a qualsevol patologia relacionada amb unes condicions meteorològiques concretes.
Les alteracions de la llum, per exemple, uns quants dies ennuvolats, afecta a l'estat d'ànim. El vent fort durant dies i els canvis bruscs del temps causen maldecaps, irritabilitat, ansietat, etc. Fins i tot s'ha comprovat que a les escoles, hores abans que plogui, els nens estan més nerviosos.